# 메이케나 코길
메이케나 코길(Makenna Cowgill, 1998년 9월 11일 ~ )은 미국의 배우, 텔레비전 배우, 영화배우이다.

## 영화
- 밤비 2 (2006년) - 덤프의 여동생 2 목소리 역
- 로빈슨 가족 (2007년)
- 시간 여행자의 아내 (영화) (2009년)
- 윔피 키드 (영화) (2010년)
- 쿵푸 팬더 2
- 우주소년 아톰
- 마다가스카 2
- 마다가스카 3: 이번엔 서커스다!
- 몬스터 하우스
- 메가마인드
- 몬스터 대학교
- NCIS (드라마)
- CSI: 과학수사대
- 모던 패밀리